# Pteroplatus quadriscopulatus
Pteroplatus quadriscopulatus är en skalbaggsart som beskrevs av Bates 1880. Pteroplatus quadriscopulatus ingår i släktet Pteroplatus och familjen långhorningar.
Artens utbredningsområde är:
- Guatemala.
- Honduras.

Inga underarter finns listade i Catalogue of Life.